# Ricardo Cortes Villasana
Ricardo Cortes Villasana (Madrid, 1890-Madrid, 10 de noviembre de 1936) fue un abogado y político español, diputado por la provincia de Palencia en las Cortes republicanas y presidente del Consejo de la Confederación Nacional Católico-Agraria hasta su asesinato durante la guerra civil.

## Biografía
Terrateniente vinculado a Saldaña y su comarca, donde tenía su residencia y desde donde desarrolló su actividad política. Fue padre del arqueólogo Javier Cortes Álvarez de Miranda (n. 1929) y tío del político Fernando Álvarez de Miranda, presidente del Congreso durante la Transición. Fue miembro de la Unión Castellana Agraria, formación transversal con adscripción al sindicalismo católico agrario, y al catolicismo social y político. Posteriormente se integró en la Confederación Española de Derechas Autónomas (CEDA).
En las elecciones de 1936  fue elegido diputado por la circunscripción de Palencia con 51 372  votos de un total de 92 315 votantes sobre un censo electoral de 115 121 electores, siendo el candidato más votado de su circunscripción.
Dentro de la CEDA, Ricardo Cortes Villasana, procedente de Unión Castellana Agraria, representó una posición "favorable a que Castilla y León alcanzase un estatus autonómico como el de Cataluña y el País Vasco" (Dr. Gerardo León Palenzuela). Detenido en Madrid por una partida de milicianos de las Juventudes Socialistas Unificadas, poco después de iniciada la guerra civil española, fue asesinado en noviembre de 1936.
Ya al principio de su carrera política, en 1916, se manifestaba así: "Soy regionalista. Creo que los de cada región, los de cada pueblo, nosotros mismos, los de la tierra, hemos de ser quienes escojamos las personas que nos han de representar en lo más alto y de más transcendencia en la vida de la Nación, para nuestro poder ser también nosotros, los que elijamos a los que nos han de gobernar, imponiéndose en nuestros deseos e
intereses". 
Figura en el listado de mártires de la Asociación Católica de Propagandistas.